# Sérgio da Rocha
Sérgio da Rocha Veronesi (Dobrada, 21 de octubre de 1959) es un arzobispo católico, teólogo,  filósofo y profesor brasileño. Es el actual Arzobispo de San Salvador de Bahía  y Presidente de la Conferencia Nacional de Obispos del Brasil. Nombrado Cardenal por el Papa Francisco el 19 de noviembre de 2016.

## Biografía

### Primeros años
Nacido en Dobrada, entonces parte del municipio brasileño de Matão, el día 21 de octubre de 1959. Sus padres son Rubens da Rocha y Aparecida Veronesi. Cuando él era joven descubrió su vocación religiosa y tomó la decisión de entrar al seminario. 
Estudió Filosofía y Teología en el Seminario de São Carlos, en la Pontificia Universidad Católica de Campinas, se licenció en la Escuela Salesiana de Lorena, después realizó una Maestría en Teología moral por la Facultad Nuestra Señora de la Asunción de São Paulo y luego se trasladó a Roma (Italia) donde en 1997 obtuvo un Doctorado por la Academia Pontificia Alfonsiana y la Pontificia Universidad Lateranense.

### Sacerdocio
Se convirtió en diácono el 18 de agosto de 1984 y unos meses más tarde, el 14 de diciembre fue ordenado sacerdote por el obispo Mons. Constantino Amstalden.
Tras su regreso a Brasil, en el Seminario de São Carlos ("el mismo en el que estudió"), ejerció de Director Espiritual; profesor; miembro del equipo formador de diáconos permanentes y fue elegido como Rector.
También en la Diócesis de São Carlos ha sido: Asesor de la Coordinadora de Pastoral Juvenil de la Pastoral Vocacional, Coordinador de la Escuela de Agentes de Pastoral, coordinador diocesano de Pastoral, párroco de Água Vermelha y Santa Eudoxia, vicario parroquial de la Parroquia Nuestra Señora Fátima y de la catedral diocesana y rector de la Iglesia de San Judas Tadeo.
Y al mismo tiempo fue profesor de Teología moral en la Pontificia Universidad Católica de Campinas, en Porto Velho, en la Escuela Pastoral de Teología de Belo Monte y ha participado en el Proyecto Misión del Sur I-Norte I.

## Episcopado

### Obispo auxiliar de Fortaleza
El 13 de junio de 2001 fue nombrado por el Papa Juan Pablo II como Obispo auxiliar de la Arquidiócesis de Fortaleza y Obispo titular de la Sede de Alba.
Recibió la consagración episcopal el 11 de agosto del mismo año, a manos de su consagrante principal Mons. José Antônio Aparecido Tosi Marques y de sus co-consagrantes Mons. Joviano de Lima Júnior y Mons. Bruno Gamberini.

### Arzobispo de Teresina
Luego el 31 de enero de 2007, el Papa Benedicto XVI lo nombró Arzobispo coadjutor de la Arquidiócesis de Teresina, tomando posesión el 30 de marzo.
Un año más tarde tras la renuncia por edad del arzobispo de esta sede Mons. Celso José Pinto da Silva, el día 3 de septiembre fue designado como su sustituto. 
Durante este tiempo, en la Conferencia Nacional de Obispos del Brasil (CNBB) ha sido miembro de la Comisión Episcopal Pastoral para la Doctrina de la Fe, de la Comisión Episcopal para superar la pobreza y el hambre y fue primer Secretario Regional del Noreste, Obispo de referencia de la Pastoral Juvenil y de Vocacional en la primera Región Noreste.

### Arzobispo de San Salvador de Bahía
El 11 de marzo de 2020, el Papa Francisco lo nombró XXVIII Arzobispo metropolitano de la Arquidiócesis de San Salvador de Bahía.
Tomó posesión canónica el 5 de junio siguiente.

## Cardenalato
En el Consistorio del 19 de noviembre de 2016, el tercero del Papa Francisco, se le otorga el título de Cardenal de la Iglesia Católica al Arzobispo Don Sergio da Rocha.
El 20 de diciembre de 2016 fue nombrado miembro de la Pontificia Comisión para América Latina ad quinquennium.
El 28 de mayo de 2019 fue nombrado miembro de la Congregación para el Clero ad quinquennium.
El 9 de febrero de 2021 fue nombrado miembro de la Congregación para los Obispos ad quinquennium.
El 20 de diciembre de 2021 fue confirmado como miembro de la Pontificia Comisión para América Latina ad aliud quinquennium.
El 7 de marzo de 2023 fue nombrado miembro del Consejo de Cardenales, ad quinquennium.

El 29 de septiembre de 2023 fue nombrado miembro de la Comisión para la Controversia de la XVI Asamblea General Ordinaria del Sínodo de los Obispos]].